# Хан Ан Ги Варвара
Хан Ан Ги Варвара или Варвара Хан (кор.  한 바르바라, 1792 г., Корея — 24.05.1839 г., Сеул, Корея) — святая Римско-Католической Церкви, мученица.

## Биография
Варвара Хан родилась в 1792 году в католической семье. После того, как вышла замуж за неверующего, она отдалилась от христианства и перестала практиковать религиозные обряды, что стало причиной страданий для её родных. Матери Варвары Хан удалось вернуть свою дочь обратно в христианство. Когда Варваре Хан было тридцать лет, она потеряла своего мужа. Возвратившись в дом родителей с тремя детьми, Варвара Хан проповедовала католичество среди соседей, крестя их детей и занимаясь катехизацией. Во время преследований христиан в Корее Варвара Хан была арестована осенью 1836 года за проповедь христианства. Её подвергли жестоким пыткам, но она не отказалась от своей веры. 24 мая 1839 года она была казнена в Сеуле вместе с группой из восьми католиков.
Варвара Хан была беатифицирована 5 июля 1925 года Римским Папой Пием XI и канонизирована 6 мая 1984 года Римским Папой Иоанном Павлом II вместе с группой 103 корейских мучеников.
День памяти в Католической Церкви — 20 сентября.

## Источник
- Catholic Bishops’ Conference of Korea Newsletter No. 38 (Spring 2002)  (англ.)
- Catholic Bishops’ Conference of Korea Newsletter No. 39 (Summer 2002)  (англ.)